# Frequencies (album)
Albums de LFO
Advance (en)
(1996)
Frequencies est le premier album studio du groupe de musique électronique d'orientation techno LFO, sorti le 22 juillet 1991 sur le label Warp Records.

## Description
L'album est publié en juillet 1991 au Royaume-Uni, où il atteint la 42e place du classement des ventes d'albums. Il est publié la même année dans plusieurs pays d'Europe et aux États-Unis par le label Tommy Boy Records. Les titres LFO, We Are Back et What Is House? (LFO Remix) (une version développée de Intro) sont proposés en single. En 2009, la compilation Warp20 (Recreated) (en) inclut des remixes des titres LFO et What Is House? (LFO Remix) par Luke Vibert et Autechre, respectivement.

## Postérité
En 2006, The Observer cite Frequencies comme l'un des « 50 albums qui ont changé la musique ». En 2012, Fact classe l'album au 47e rang de sa liste des « 100 meilleurs albums des années 90 ». Dans un article paru en 2013 sur Fact, Simon Reynolds le qualifie de « l’un des cinq meilleurs albums de dance music de tous les temps ». En 2015, le NME le place à la 47e place de sa liste des « 100 albums cultes à écouter avant de mourir ».

## Liste des morceaux
Tous les morceaux ont été écrits par Mark Bell et Gez Varley, sauf mention. L'ordre des morceaux varie légèrement selon les éditions.
| No  | Titre                  | Crédits                     | Durée |
| --- | ---------------------- | --------------------------- | ----- |
| 1.  | Intro                  |                             | 2:24  |
| 2.  | LFO                    | Bell/Varley/Martin Williams | 3:26  |
| 3.  | Simon From Sydney      |                             | 5:05  |
| 4.  | Nurture                |                             | 4:40  |
| 5.  | Freeze                 |                             | 3:56  |
| 6.  | We Are Back            |                             | 4:47  |
| 7.  | Tan Ta Ra              |                             | 4:29  |
| 8.  | You Have To Understand |                             | 4:04  |
| 9.  | El Ef Oh!              |                             | 3:49  |
| 10. | Love Is The Message    |                             | 3:45  |
| 11. | Mentok 1               |                             | 4:17  |
| 12. | Think A Moment         |                             | 3:30  |
| 13. | Groovy Distortion      |                             | 3:29  |
| 14. | Track 14               |                             | 2:58  |